# Coniogramme
Coniogramme is een geslacht met ongeveer 45 soorten varens uit de lintvarenfamilie (Pteridaceae).
Het geslacht wordt gekenmerkt door korte, kruipende wortelstokken en rechtopstaande, lijnvormige bladen. De sporenhoopjes staan in parallelle lijnen die lopen tussen de middennerf en de bladranden.
Coniogramme-soorten komen voor in tropische streken van Afrika, Zuid- en Zuidoost-Azië (India, China, Java, Japan) en de eilandengroepen van de Stille Oceaan (Hawaï, Samoa).

## Naamgeving enetymologie
- Synoniem: Syngramme J.Sm. (1845), Dictyogramme Fée (1850-52), Dyctiogramme Presl (1849-51), Neurosorus Trev. (1851), Notogramme Presl (1849-51)
- Engels: Bamboo Ferns

De botanische naam Coniogramme is een samenstelling van Oudgrieks κόνιος, konios (stoffig), en γραμμή, grammē (lijn), naar de lijnvormige sporenhoopjes.

## Taxonomie
Het geslacht werd vroeger wel tot de aparte familie Coniogrammaceae gerekend. Het is door Smith et al. (2006) in de familie Pteridaceae geplaatst.
Het geslacht telt ongeveer 45 soorten.

### Soortenlijst
- Coniogramme affinis (C. Presl) Wall. ex Hieron. (1916)
- Coniogramme africana Hieron. (1916)
- Coniogramme ankangensis Ching & Hsu (1974)
- Coniogramme caudata (Wall. ex Ettingsh.) Ching (1934)
- Coniogramme centrochinensis Ching (1972)
- Coniogramme crenatoserrata Ching & K. H. Shing (1981)
- Coniogramme emeiensis Ching & K. H. Shing (1981)
- Coniogramme falcata (D. Don) Salom. (1888)
- Coniogramme falcipinna Ching & K. H. Shing (1981)
- Coniogramme fraxinea (D. Don) Diels (1899)
- Coniogramme gigantea Ching (1981)
- Coniogramme gracilis M. Ogata (1935)
- Coniogramme guangdongensis Ching (1981)
- Coniogramme guizhouensis Ching & K. H. Shing (1981)
- Coniogramme japonica (Thnbg.) Diels (1899)
- Coniogramme jinggangshanensis Ching & K. H. Shing (1981)
- Coniogramme lanceolata Ching (1981)
- Coniogramme lantsangensis Ching & K. H. Shing (1981)
- Coniogramme latibasis Ching (1981)
- Coniogramme longissima Ching & H.S.Kung (1981)
- Coniogramme macrophylla (BI.) Hieron. (1916)
- Coniogramme madagascariensis C. Chr. (1932)
- Coniogramme merrilli Ching (1930)
- Coniogramme ovata S. K. Wu (1981)
- Coniogramme petelotii Tardieu (1933)
- Coniogramme pilosa (Brackenr.) Hieron. (1916)
- Coniogramme procera (Wall.) Fée (1865)
- Coniogramme pseudorobusta Ching & K. H. Shing (1981)
- Coniogramme pubescens Hieron. (1916)
- Coniogramme robusta Christ (1909)
- Coniogramme rosthornii Hieron. (1916)
- Coniogramme rubescens Ching & K. H. Shing (1981)
- Coniogramme rubicaulis Ching (1981)
- Coniogramme serrulata (BI.) Fée (1850-52)
- Coniogramme simillima Ching (1981)
- Coniogramme simplicior Ching (1981)
- Coniogramme sinensis Ching (1974)
- Coniogramme squamulosa Hieron. (1916)
- Coniogramme subcordata Copel. (1910)
- Coniogramme suprapilosa Ching (1974)
- Coniogramme taipaishanensis Ching & Y.T.Hsieh (1974)
- Coniogramme taipeiensis Ching (1981)
- Coniogramme taiwanensis Ching (1981)
- Coniogramme venusta Ching (1981)
- Coniogramme wilsonii Hieron. (1916)
- Coniogramme xingrenensis & K. H. Shing (1981)